# HD125555
HD125555 — хімічно пекулярна зоря спектрального класу A0, що має видиму зоряну величину в смузі V приблизно  9,4.
Вона  розташована на відстані близько 1194,7 світлових років від Сонця.

## Пекулярний хімічний склад
Зоряна атмосфера HD125555 має підвищений вміст 
Cr
.